# NA-2101
La NA-2101 comunica con la NA-150 la carretera que lleva al Valle de Urraúl Alto (NA-2100).

## Recorrido
| Denominación | Kilómetro | Salida | Carretera      | Dirección                  |
| ------------ | --------- | ------ | -------------- | -------------------------- |
| NA-2101      | 0         |        | NA-150 NA-2100 | Lumbier Sangüesa Irurozqui |
| NA-2101      | 2         |        | NA-150         | Aoiz Egüés Pamplona        |

- Datos: Q12264057